# كازوهيسا كوندو
كازوهيسا كوندو (باليابانية: 近藤和久؛ بالكانا: こんどう かずひさ) هو مانغاكا ياباني، ولد في 2 أبريل 1959 في تويوتا في اليابان.